# Kent Andersson (politiker)

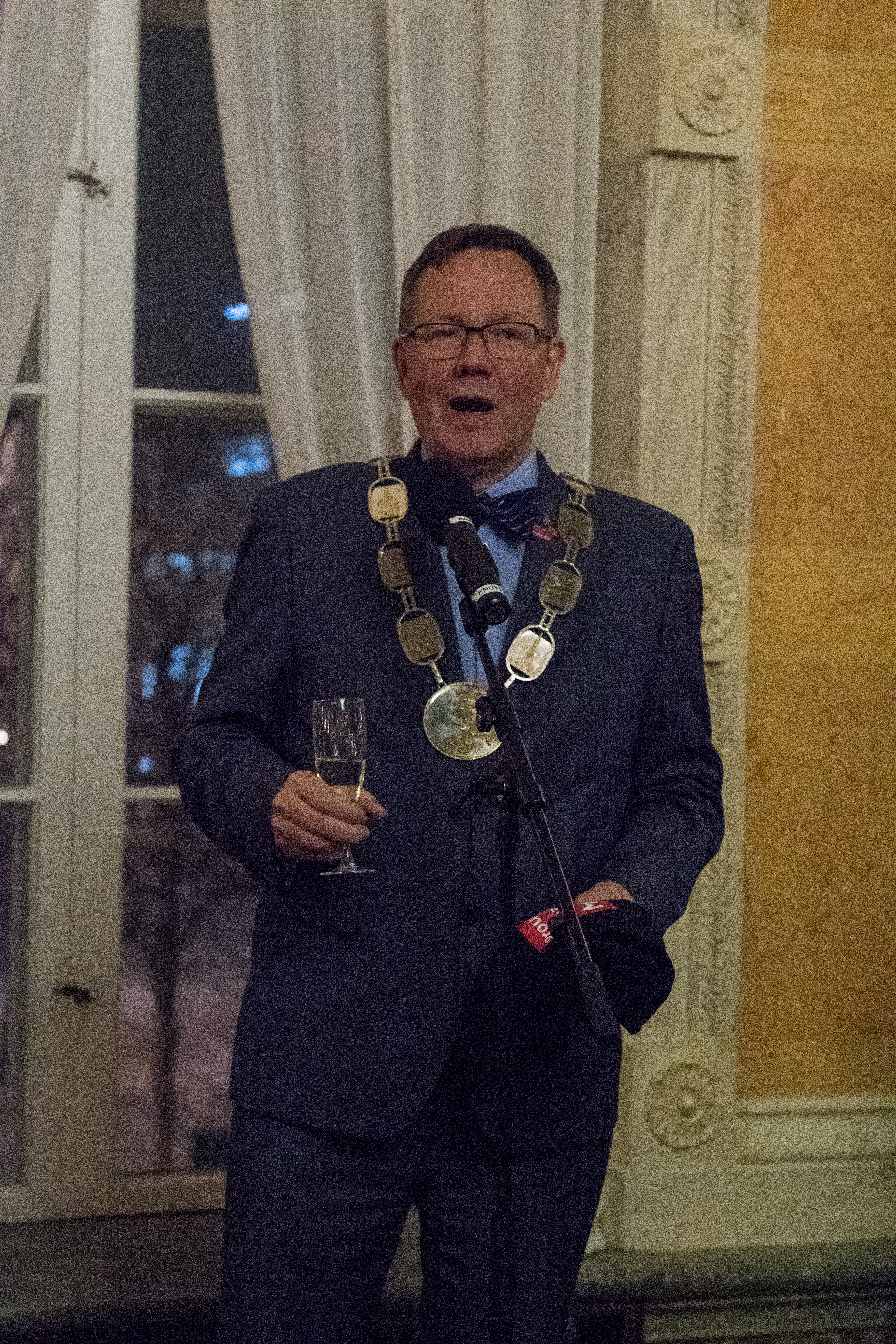
Kent Andersson håller välkomsttal på välkomstfesten inför Melodifestivalen 2018 i Malmö.

Kent Olof Vincent Andersson, född 23 december 1955 i Västra Skrävlinge församling, Malmö, är en svensk kommunalpolitiker (socialdemokrat). 
Andersson, som varit heltidspolitiker sedan 1984, blev kommunalråd för integration och arbetsmarknad i Malmö kommun 1998 och var ordförande i kommunfullmäktige 2010–2018. Han var vice ordförande i Malmö högskolas styrelse 2000–2010 och ordförande i odontologiska fakultetsstyrelsen 2010–2015. Han blev odontologie hedersdoktor i Malmö 2017.